# Alexander Tomský
Alexander Tomský (* 13. prosince 1947 Frýdlant) je český politolog a nakladatel, překladatel z angličtiny a češtiny.

## Život
Je po matce polského původu. V roce 1968 emigroval do Velké Británie. Po studiích mezinárodních vztahů na London School of Economics a tomistické filosofie na The London Institute of Education pracoval jako politolog v ústavu Keston College, kde se specializoval na výzkum církve a státu, státního ateismu a náboženské opozice ve střední Evropě (1980–1986). Od roku 1983 profesorem sovětologie a evropských politických dějin. Mimo to učil angličtinu migranty. Po roce 1989 se vrátil zpět do Československa.
Působil jako šéfredaktor exilového nakladatelství Rozmluvy a konzervativního časopisu Rozmluvy (1981–1990). V letech 1986–90 nakladatel a ředitel ACN (mezinárodní charitativní organizace). Po návratu do Prahy soukromý nakladatel Rozmluvy 1990–94. Následně ředitel nakladatelství Academia, nakladatelství Národního divadla a Leda/Rozmluvy. Přednášel na New York University v Praze. Přeložil, vybral a sestavil výbory epigramů a paradoxů zejména G. K. Chestertona a Oscara Wilda. Publikuje převážně v Lidových novinách, E15 a časopisech Konzervativní listy a slovenský Týždeň, kde má pravidelný konzervativní sloupek.
Je obdivovatelem britské monarchie a sám se označuje za konstitučního monarchistu. „Historie ukázala, že je konstituční monarchie nejen slučitelná s demokracií, ale že ji dokonce vyvažuje a napomáhá,“ uvedl například na svém blogu. V roce 1999 podepsal monarchistické prohlášení Na prahu nového milénia, jehož autorem byl spisovatel Petr Placák, roku 2003 promluvil za monarchisty v rámci koncertu Za monarchii, pořádaného studentským spolkem Babylon. V rozhovoru pro Český rozhlas u příležitosti britské královské svatby v roce 2011 poukázal na to, že monarchie nemusí být v rozporu s demokracií, a právě fungující monarchie funguje jako symbol kontinuity a tradice, zatímco v republikánském zřízení není nic, co by mohlo tuto funkci monarchie nahradit. Dne 23. listopadu 2024 se stal čestným členem Koruny České (monarchistické strany Čech, Moravy a Slezska).
Byl členem ODS a Strany svobodných občanů. Ve volbách do Poslanecké sněmovny PČR v roce 2017 byl lídrem kandidátky strany Realisté v Pardubickém kraji, ale neuspěl.